# Marc-Michel Rey

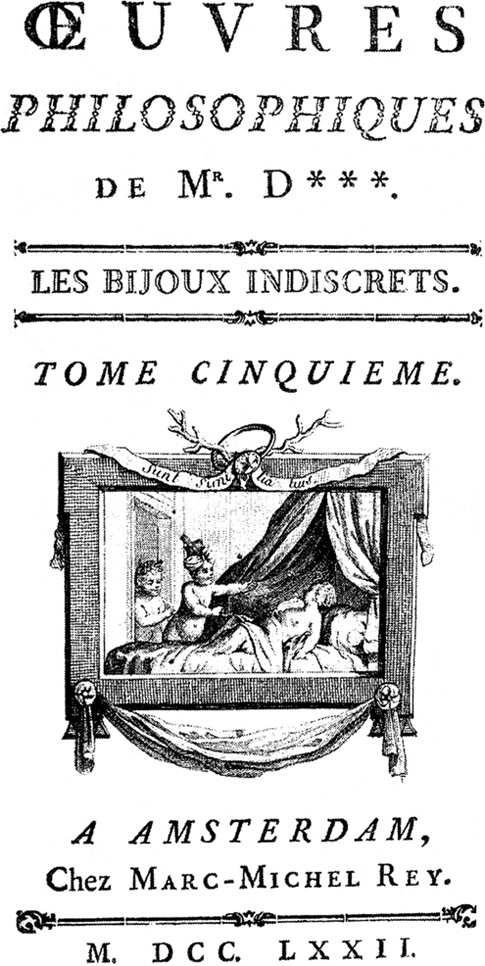
Les Bijoux indiscrets, Diderot

Marc-Michel Rey (Genève, 5 mei 1720 – Amsterdam, 8 juni 1780) was een uitgever-drukker uit de Republiek Genève doch werkzaam in Amsterdam in de Republiek der Verenigde Nederlanden. Hij drukte en publiceerde steeds in het Frans. Hij droeg bij tot verspreiding van de ideeën der Verlichting, niettegenstaande zulke geschriften verboden waren in het koninkrijk Frankrijk.

## Levensloop
Reys ouders waren Franse hugenoten: Isaac Rey en Marguerite du Seigneur, beiden afkomstig van Treschenu in de Dauphiné, koninkrijk Frankrijk. Hij groeide op in Genève, dat het toevluchtsoord was van zijn ouders omwille van vervolging der hugenoten.
Van 1733 tot 1744 ging hij in de leer bij de boekenuitgeverij van Michel Bosquet in Genève; een korte tijd leerde hij de metier bij Philippe Henri Hutter in Frankfurt am Main. 
Nadien emigreerde hij naar Amsterdam (1744). Rey verwierf en kocht er burgerrechten (14 januari 1746) en opende diezelfde maand een uitgeverij-drukkerij na erkenning door de gilde van uitgevers (31 januari 1746). Als beschermheer had hij Prosper Marchard (1678-1756), een hugenoot gevlucht naar Den Haag.
Tien jaar later bleek Rey de belangrijkste uitgever te zijn van Franse Verlichte denkers. Met name verschenen werken van Jean-Jacques Rousseau bij hem, bijvoorbeeld Nouvelle Héloise Eerste druk. Hij ontmoette Rousseau de eerste maal in Genève in 1754 en werd zijn uitgever en vriend. De vriendschap eindigde in 1774. 
Drie werken van Voltaire hebben Rey problemen gegeven: Dictionnaire philosophique, l’Evangile de la Raison en de Sermon des cinquante. Beiden hadden een moeilijke professionele relatie.
Daarnaast publiceerde Rey werken van de encyclopedisten Denis Diderot en d’Holbach en van de vrijmetselaar Jean-Paul Marat. Van d'Holbach gaf hij Système de la Nature uit (1770) doch met de naam van een andere auteur Jean-Baptiste de Mirabaud en met Londen als domicilie van de uitgeverij-drukkerij. 
Rey was journalist alhoewel historici twijfelen of hij wel zelf artikels schreef, dan wel een redactieteam aan het werk zette. Rey was alleszins verantwoordelijk eindredacteur. Reeds na de start van zijn uitgeverij gaf hij de Journal des savants uit, de Franstalige versie van een Nederlands tijdschrift. Vanaf 1754 was de titel Journal des savants, combiné avec les Mémoires de Trévoux. De krant veranderde nog tweemaal van naam : Journal des savants, avec des extraits des meilleurs journaux de France et d’Angleterre (1764) en Journal des savants, combiné avec les meilleurs journaux anglais (1776). 
De Nederlandse taal geraakte hij niet machtig. Hij nam deel aan het verenigingsleven van een klein groepje Franstaligen in Amsterdam. Hij overleed in 1780. Zijn graf stond op de begraafplaats van de Eglise wallonne van Amsterdam.

## Familie
In Buiksloot huwde hij op 24 april 1747 met Elisabeth Bernard, dochter van Jean Frédéric Bernard die een boekhandelaar en drukker was. Het echtpaar had meerdere kinderen.
- Isaac °1748
- Marguerite-Jeanne °1749, huwde met Charles Auguste Guillaume Weissenbruch (1744-1826), drukker uit het hertogdom Bouillon, uitgever van de Journal encyclopédique
- Bernard °1752
- François-Bernard °1754
- Suzanne °1762, petekind van Jean-Jacques Rousseau
- Julie-Elisabeth °1764

Planetoïde (13647) Rey is naar hem vernoemd. 